# Snob-effect
Snob-effect is – in de economische theorie – een wisselwerking tussen de preferentie van een consument en de vraag. Deze wisselwerking wordt beïnvloed door het consumptiegedrag van de andere consumenten.
Wanneer een consument bemerkt dat andere consumenten een bepaald goed kopen, daalt de individuele preferentie van deze consument voor dat bepaalde goed. Hierbij stellen we vast dat de vraag naar dat bepaalde goed daalt. 
Dit effect heeft als gevolg dat de resultaten volgens de algemene theorie van vraag en aanbod verstoord worden. Deze theorie gaat er namelijk van uit dat consumenten enkel een beslissing nemen op basis van de prijs en hun persoonlijke preferentie.
Het tegengestelde effect noemt men het bandwagon-effect.